# Набалдашник и метла
«Набалдашник и метла» (англ. Bedknobs and Broomsticks), другое название «Ведьма на летающей кровати» — музыкальный кинофильм с элементами мультипликации. 
Экранизация произведения Мэри Нортон. Фильм был номинирован на 5 премий «Оскар» и получил одну за лучшие визуальные эффекты.

## Сюжет
Во время чудовищных бомбардировок Лондона в 1940 году многие жители английской столицы отправили своих детей в провинцию. Так Пол, Кэрри и Чарли Роулинс оказались в доме ведьмы-ученицы мисс Прайс. Когда дети узнают, что их хозяйка — ведьма, ищущая способ помочь стране с помощью своего волшебства, они получают в обмен на своё молчание волшебный набалдашник от спинки кровати. Когда набалдашник на своём месте, кровать летит туда, куда прикажет Пол, и вместе мисс Прайс и дети отправляются на поиски компонентов волшебного заклятия, способного защитить Англию.

## В ролях
- Анджела Лэнсбери — мисс Эглантин Прайс
- Дэвид Томлинсон — мистер Эмилиус Браун
- Родди Макдауэлл — мистер Джелк
- Сэм Джаффе — литератор
- Джон Эриксон — полковник Хеллер
- Синди О’Каллахан — Кэрри Роулинс
- Рой Снарт — Пол Роулинс
- Йен Уэйхилл — Чарли Роулинс
- Хэнк Уорден — старый ополченец (в титрах не указан)

## Награды
Премия «Оскар» за лучшие визуальные эффекты. Номинации за лучшую работу художника-постановщика, костюмы, лучшую песню «The Age of Not Believing» и лучший саундтрек.
Номинация на премию «Золотой глобус» за лучшую женскую роль (комедия или мюзикл) (Анджела Лэнсбери в роли мисс Эглантин Прайс).